# Thomas Juncker
Thomas Hubertus Juncker (* 23. November 1955 in Bonn) ist ein deutscher Journalist und katholischer Medienmanager.

## Leben
Thomas Juncker war nach seinem Studium der Katholischen Theologie zunächst Pastoralreferent im Bistum Trier und von 1983 bis 1986 in der Medienabteilung des Bistums Trier tätig. Er durchlief eine journalistische Ausbildung am Institut zur Förderung publizistischen Nachwuchses (ifp) in München und absolvierte Hospitanzen bei dem Saarländischen Rundfunk und dem Südwestfunk. Von 1986 bis 1991 war er Studioleiter Trier bei RPR, einem der ersten landesweiten privaten Hörfunksender in Deutschland. 
Von 1991 bis 2007 hatte er die Leitung der neugegründeten Abteilung Medien des Bistums Trier inne. Seit 2001 war er zudem Geschäftsführer des Paulinus Verlages in Trier. Er war Aufsichtsratsmitglied zahlreicher Gremien, z. B. des Borromäusvereins und der Katholischen Nachrichten-Agentur sowie Mitglied des Rundfunkrates des SWR.
Am 1. Juli 2009 wurde er zum Geschäftsführer der Katholischen Nachrichten-Agentur mit Sitz in Bonn gewählt; er trat die Nachfolge von Richard W. Orth an. 2011 wurde er Geschäftsführer des Katholischen Medienhauses. Er war Geschäftsführer der KNA-Tochtergesellschaft dreipunktdrei mediengesellschaft mbH und geschäftsführender Vorstand bei der KNA-Promedia-Stiftung, einer Förderinitiative für junge katholische Journalisten. Am 1. September 2013 wurde Theo Mönch-Tegeder sein Nachfolger. 
Juncker leitete vom 1. September 2013 an die Stabsabteilung Kommunikation und trug damit die Gesamtverantwortung für die vielfältigen Medienaktivitäten des Erzbistums Köln als Kommunikationsdirektor des Erzbistums Köln. Anfang 2016 wurde er von Ansgar Mayer abgelöst.
Er ist verheiratet und hat zwei Kinder.